# Pro-Música Brasil
Associação Brasileira dos Produtores de Discos (ABPD) (Tiếng Việt: Hiệp hội thu âm của các nhà sản xuất Brasil) là một cơ quan đại diện chính thức của hãng thu âm tại thị trường âm nhạc Brasil.

## Lượng tiêu thụ

#### Nghệ sĩ Brazil
CD
| Chứng nhận  | Trước ngày 1 tháng 1, 2004 | Trước ngày 1 tháng 1, 2006 | Sau ngày 1 tháng 1, 2010 | Từ ngày 1 tháng 1, 2001 trở đi |
| ----------- | -------------------------- | -------------------------- | ------------------------ | ------------------------------ |
| Vàng        | 100.000                    | 50.000                     | 50.000                   | 40.000                         |
| Bạch kim    | 250.000                    | 125.000                    | 100.000                  | 80.000                         |
| 2× Bạch kim | 500.000                    | 250.000                    | 200.000                  | 160.000                        |
| 3× Bạch kim | 750.000                    | 375.000                    | 300.000                  | 240.000                        |
| Bạc         | 1.000.000                  | 500.000                    | 500.000                  | 300.000                        |

DVD
| Chứng nhận  | Trước ngày 1 tháng 1, 2006 | Từ ngày 1 tháng 1, 2006 trở đi |
| ----------- | -------------------------- | ------------------------------ |
| Vàng        | 25.000                     | 25.000                         |
| Bạch kim    | 50.000                     | 50.000                         |
| 2× Bạch kim | —                          | 100.000                        |
| 3× Bạch kim | —                          | 150.000                        |
| Bạc         | 100.000                    | 250.000                        |

Download
- Vàng: 50.000
- Bạch kim: 100.000
- Bạc: 500.000

#### Nghệ sĩ quốc tế
CD
| Chứng nhận  | Trước ngày 1 tháng 1, 2001 | Trước ngày 1 tháng 1, 2006 | Trước ngày 1 tháng 1, 2009 | Từ ngày 1 tháng 1, 2001 trở đi |
| ----------- | -------------------------- | -------------------------- | -------------------------- | ------------------------------ |
| Vàng        | 100.000                    | 50.000                     | 30.000                     | 20.000                         |
| Bạch kim    | 250.000                    | 125.000                    | 60.000                     | 40.000                         |
| 2× Bạch kim | 500.000                    | 250.000                    | 120.000                    | 80.000                         |
| 3× Bạch kim | 750.000                    | 375.000                    | 180.000                    | 120.000                        |
| Bạc         | 1.000.000                  | 500.000                    | 250.000                    | 160.000                        |

DVD
| Chứng nhận  | Trước ngày 1 tháng 1, 2006 | Từ ngày 1 tháng 1, 2006 trở đi |
| ----------- | -------------------------- | ------------------------------ |
| Vàng        | 25.000                     | 15.000                         |
| Bạch kim    | 50.000                     | 30.000                         |
| 2× Bạch kim | —                          | 60.000                         |
| 3× Bạch kim | —                          | 90.000                         |
| Bạc         | 100.000                    | 125.000                        |

Download
- Vàng: 50.000
- Bạch kim: 100.000
- Bạc: 500.000

## Liên kết
- Official website